# The Communards
The Communards fue un grupo británico de Synth pop de la mitad de los 80. La banda se mantuvo activa por corto tiempo, desde 1985 a 1988. 
Sus mayores éxitos fueron las versiones de dos canciones: "Don't Leave Me This Way", un viejo tema soul de Harold Melvin & the Blue Notes, así como "Never Can Say Goodbye" de The Jackson 5.

## Historia
Se formaron en 1985 después de que el cantante Jimmy Somerville dejara la banda Bronski Beat para crear el grupo con el músico Richard Coles. A pesar de ser principalmente pianista, Coles manejaba un buen número de instrumentos y había tocado anteriormente solos de clarinete en el éxito de Bronski Beat llamado "It Ain't Necessarily So". 
Somerville era conocido por su forma de cantar con voz de falsete, y fue considerado abiertamente homosexual durante un periodo de debate creciente sociopolítico y de conflicto en el asunto de la homosexualidad en el Reino Unido.
La banda tuvo su primer éxito en la lista de los Top 30 de su país en 1985 con la canción de piano, "You Are My World".
En 1986 tuvieron su mayor éxito con una versión de un viejo tema soul del grupo Harold Melvin & the Blue Notes, "Don't Leave Me This Way". La banda se inspiró en la versión de este tema que hizo Thelma Houston en 1976, para hacer una canción de ritmo bailable que se mantuvo durante 4 semanas en el número 1 y se convirtió en el sencillo más vendido en su país durante 1986. También arrasó en las listas de los Estados Unidos. 
Esta canción contó con la colaboración Sarah-Jane Morris como co-cantante principal a dúo con Jimmy Somerville, explotando el contraste entre la voz profunda y contralta de Morris y el falsete agudo de Somerville. Morris desarrolló canciones a dos voces de muchas de las versiones de The Communards y de hecho salía en las fotografías como la tercera componente de la banda.
En 1987 tuvieron su segundo gran éxito con la versión del tema "Never Can Say Goodbye" (en español: 'Nunca puedo decir adiós'), una canción escrita por Clifton Davis y originalmente grabada por The Jackson 5 en 1970 y publicada como sencillo en 1971.
Interesado por la cultura española, el grupo grabó una curiosa e interesante canción con toques andaluces, La Dolarosa, que incluyó en uno de sus álbumes pero sin publicarla como sencillo.

## Discografía

### Álbumes

#### Álbumes de estudio
| Año  | Álbum      | Reino Unido | Estados Unidos |
| ---- | ---------- | ----------- | -------------- |
| 1985 | Communards | 7           | 90             |
| 1987 | Red        | 4           | 93             |

#### Álbumes en directo
| Año  | Álbum                        | Reino Unido | Estados Unidos |
| ---- | ---------------------------- | ----------- | -------------- |
| 1986 | Live In Italy                | -           | -              |
| 1988 | Storm Paris 3 record 12" set | -           | -              |

#### Recopilatorios
| Año  | Álbum  | Reino Unido | Estados Unidos |
| ---- | ------ | ----------- | -------------- |
| 1993 | Heaven | -           | -              |

### Sencillos
| Año  | Título                                                           | Reino Unido | EUA Hot 100 | EUA Dance | Álbum      |
| ---- | ---------------------------------------------------------------- | ----------- | ----------- | --------- | ---------- |
| 1985 | "You Are My World"                                               | 30          | -           | -         | Communards |
| 1986 | "Disenchanted"                                                   | 29          | -           | -         | Communards |
| 1986 | "Don't Leave Me This Way" (The Communards con Sarah-Jane Morris) | 1           | 40          | 1         | Communards |
| 1986 | "So Cold the Night"                                              | 8           | -           | 25        | Communards |
| 1987 | "You Are My World '87" (remezcla)                                | 21          | -           | -         | -          |
| 1987 | "Tomorrow"                                                       | 23          | -           | -         | Red        |
| 1987 | "Never Can Say Goodbye"                                          | 4           | 51          | 2         | Red        |
| 1988 | "For a Friend"                                                   | 28          | -           | -         | Red        |
| 1988 | "There's More To Love Than Boy Meets Girl"                       | 20          | -           | -         | Red        |

## Videografía
| Año  | Título                       | Detalles                                                            | Formato |
| ---- | ---------------------------- | ------------------------------------------------------------------- | ------- |
| 1986 | The Video Singles            | Recopilación de vídeos musicales de 1985-1986                       | VHS     |
| 2006 | Live At Full House Rock Show | Concierto en directo para TV desde Hannover (Alemania) (10/02/1987) | DVD     |